# Aguilcourt
Aguilcourt – miasto i gmina we Francji, w regionie Hauts-de-France, w departamencie Aisne.
Według danych na styczeń 2014 roku gminę zamieszkiwały 382 osoby, a gęstość zaludnienia wynosiła 36,1 osób/km².